# A Grande Guerra e a Terra Média

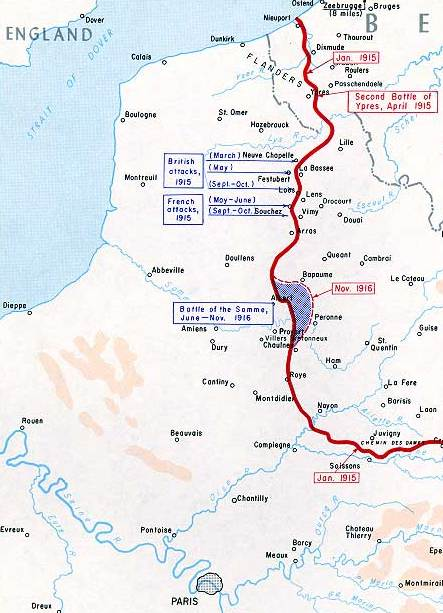
A parte norte da Frente Ocidental 1915-16, mostrando a Batalha do Somme onde Tolkien participou da ação.

J. R. R. Tolkien participou da Primeira Guerra Mundial, então conhecida como a Grande Guerra, e começou seus escritos de fantasia sobre a Terra Média naquela época. A Queda de Gondolin [en] foi a primeira obra em prosa que ele criou após retornar do front, contendo descrições detalhadas de batalhas e combates nas ruas. Ele manteve o tom sombrio em grande parte de seu legendário, como visto em O Silmarillion. O Senhor dos Anéis também foi descrito como um livro de guerra.
Tolkien era relutante em explicar influências em sua escrita, negando especificamente que O Senhor dos Anéis fosse uma alegoria da Segunda Guerra Mundial, mas admitindo certas conexões com a Grande Guerra. Seu amigo e colega Inkling C. S. Lewis, no entanto, descreveu a obra como possuindo exatamente a qualidade da Grande Guerra em muitas de suas descrições.
Biógrafos e estudiosos, incluindo John Garth [en] e Janet Brennan Croft [en], sugeriram múltiplas correspondências específicas e as prováveis influências da guerra no trabalho de Tolkien, incluindo em O Hobbit, O Senhor dos Anéis, O Silmarillion e na poesia de Tolkien [en].
O filme biográfico de Dome Karukoski de 2019, Tolkien [en], conecta visualmente a Grande Guerra à Terra Média ao retratar Tolkien com febre das trincheiras alucinando cenas de seus futuros livros. Alguns críticos consideraram isso, na melhor das hipóteses, uma abordagem redutiva da literatura.

## Contexto
J. R. R. Tolkien (1892–1973) foi um escritor, poeta, filólogo e acadêmico católico romano inglês, mais conhecido como autor das obras de alta fantasia O Hobbit e O Senhor dos Anéis. A Grande Guerra, posteriormente chamada de Primeira Guerra Mundial, eclodiu em 1914. Entre outras nações, Grã-Bretanha e França lutaram contra a Alemanha, resultando em um longo e sangrento período de guerra de trincheiras no nordeste da França.
Tolkien foi designado para os Fusileiros de Lancashire [en] que lutaram na Batalha do Somme a partir de setembro de 1916. O batalhão de Tolkien permaneceu na reserva durante a primeira semana. Ele entrou em ação em Ovillers [en], com a companhia de Tolkien novamente na reserva para transportar suprimentos. Tolkien tornou-se oficial de sinais do batalhão e frequentemente trabalhava próximo à linha de frente. O batalhão ajudou a vencer a  Batalha da Cordilheira de Thiepval no final de setembro e participou da  captura da Trincheira Regina no final de outubro. Em 25 de outubro, ele contraiu febre das trincheiras e foi enviado de volta para casa duas semanas depois.

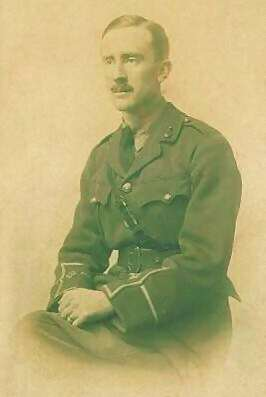
Tolkien em uniforme, 1916.
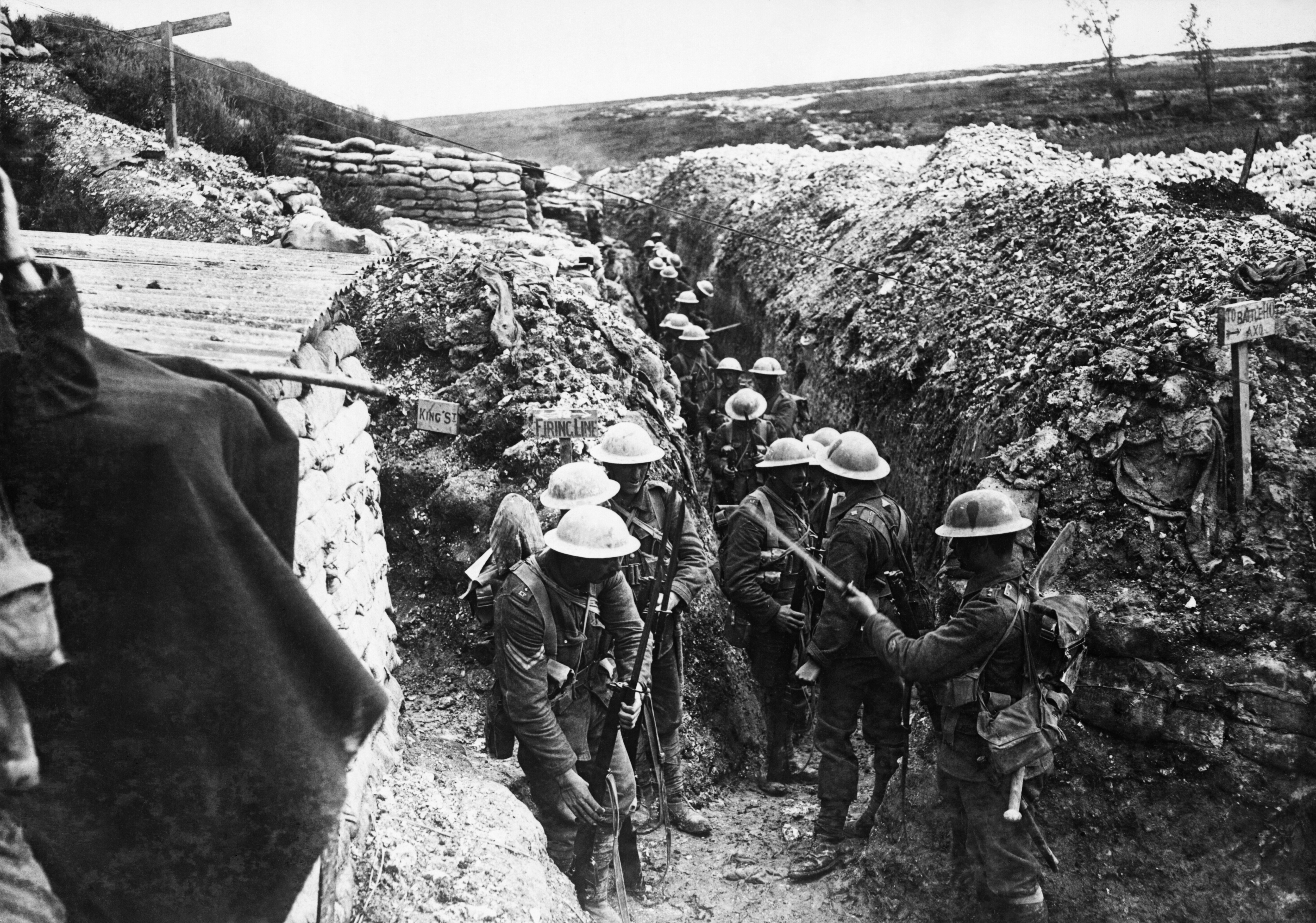
Tolkien experimentou a guerra de trincheiras com os Fusileiros de Lancashire (na imagem), na Frente Ocidental em 1916.

## Respondendo à guerra com fantasia
O estudioso de Tolkien Tom Shippey [en] escreve que "O Senhor dos Anéis, em particular, é um livro de guerra ... moldado por e respondendo à crise da civilização ocidental, 1914–1945". O estudioso de literatura David Kosalka escreve de maneira semelhante que Tolkien criou sua mitologia, como os poetas e romancistas Friedrich Gundolf [en] e Robert Graves fizeram em menor grau, para encontrar significado para suas experiências na Grande Guerra. Na sua visão, eles adaptaram a abordagem romântica do século XIX ao mito para criar histórias míticas que abordassem o que encontraram na guerra. O Senhor dos Anéis, ele sugere, mostra como o mundo moderno poderia se engajar com o mito para enfrentar a "decadência moderna". Shippey comenta que não é óbvio por que vários autores ingleses e americanos, incluindo Tolkien, escolheram compartilhar suas experiências por meio da fantasia, mas que o fizeram. Ele cita como exemplos William Golding com seu O Senhor das Moscas de 1954 e Os Herdeiros [en] de 1955; T. H. White com seu O Único e Eterno Rei de 1958; George Orwell, em sua novela de 1945 A Revolução dos Bichos; e Kurt Vonnegut, em seu Matadouro-Cinco [en] de 1966. Todos, escreve Shippey, tinham "um tema evidently realista, sério, não escapista, contemporâneo", e Tolkien, que foi acusado de escapismo, "pertence a esse grupo". Shippey afirma que Tolkien escreveu repetidamente em sua mitologia sobre o "Caminho dos Sonhos" e a "Grande Fuga da Morte", mas que ele "nunca cedeu" à tentação de escapar para a fantasia.
As experiências de guerra de Tolkien foram estudadas pelo autor John Garth [en] em seu livro de 2003 Tolkien e a Grande Guerra [en]. Garth analisa o efeito da guerra em Tolkien, argumentando que, longe de ser escapismo, seu legendarium, incluindo O Silmarillion, "reflete o impacto da guerra". Garth começa observando que "Tolkien produziu uma mitologia, não um memoir de trincheira. A Terra Média contradiz a visão predominante da história literária, de que a Grande Guerra acabou com as tradições épica e heróica em qualquer forma séria". Ele descreve como Tolkien foi contra a corrente do modernismo seguido pelos poetas de guerra, preferindo romances e aventuras épicas de escritores como William Morris e Rider Haggard, e poesia medieval como Beowulf. Garth escreve que Tolkien escolheu usar uma "dicção elevada", algo que ele sabia que poderia ser mal utilizado, e criou uma "representação equilibrada da guerra como tanto terrível quanto emocionante". Ele nota que o fato de Tolkien pessoalmente "ter visto a batalha ... pode explicar o papel central ou climático das batalhas em suas histórias". Evidências para essa visão, sugere Garth, incluem os "dragões semelhantes a tanques no ataque a Gondolin", a importância crítica do timing nas batalhas da Terra Média, a falha catastrófica das unidades em coordenar eficazmente na Batalha das Lágrimas Inumeráveis, e a chegada de uma força de resgate no último momento, tudo refletindo diretamente o que Tolkien viu por si mesmo no Somme. Na visão de Garth,
| “ | A guerra impôs urgência e gravidade, levou [Tolkien] por terror, tristeza e alegria inesperada, e reinventou o mundo real em uma forma estranha e extrema. Sem a guerra, é discutível se suas ficções teriam focado em um conflito entre bem e mal; ou, se o fizessem, se bem e mal teriam tomado uma forma semelhante. O mesmo pode ser dito para seus pensamentos sobre morte e imortalidade, discatástrofe e eucatástrofe, encantamento e ironia, a significância da história de fadas, a importância de pessoas comuns em eventos de magnitude histórica e, crucialmente, a relação entre língua e mitologia. | ” |

O legendário de Tolkien "assumiu as dimensões de um conflito entre bem e mal imediatamente após o Somme", escreve Garth. Ele sugere que Tolkien pode ter escolhido escrever dessa maneira para expressar uma experiência além do alcance literário convencional.
| Parte do "O Sino do Mar [en]" de Tolkien | "A Casa de Eld" de G. B. Smith |
| --- | --- |
| Eu caminhei pelo mar, e veio até mim, como um raio de estrela na areia molhada, uma concha branca como um sino do mar; tremendo, ela jazia em minha mão molhada ... Então vi um barco flutuar silenciosamente Na maré noturna, vazio e cinzento ... | Agora os velhos ventos sopram selvagens ao redor da casa, E os velhos fantasmas gritam para mim do ar De uma ilha distante situada no mar ocidental, E da luz do entardecer que lá permanece. Ah! Estou preso aqui, preso e acorrentado, A casa escura desmorona, e os bosques apodrecem, Fui muito apegado à vida, que me prendeu aqui; Fora, velhos fantasmas há muito amados, fora, fora! |

A estudiosa de Tolkien Verlyn Flieger [en] escreve que Tolkien falou em seu mundo de conto de fadas não apenas a partir de sua própria experiência de guerra, mas também da de seus amigos falecidos do TCBS Smith e Gilson. Ela discute o poema "assombroso" de Tolkien, "O Sino do Mar [en]", inicialmente chamado "Looney" e depois rotulado como "O Sonho de Frodo", onde um viajante solitário, possivelmente Frodo, embarca em uma jornada desconcertante até as distantes costas de Faërie, e retorna para se encontrar como um estranho para seu próprio povo. Flieger nota a semelhança de tom de "O Sino do Mar" com um poema fragmentário, "A Casa de Eld", na pequena coleção que Tolkien fez da poesia de Smith, sugerindo que Tolkien associava ambos os poemas à guerra. Ela observa que guerra e histórias de fadas "pareceriam ser opostos", algo que poderia parecer implicar que entrar em Faërie seria escapismo, e, de fato, o historiador Hugh Brogan [en] descreveu O Livro dos Contos Perdidos [en] de Tolkien e outros escritos da Terra Média como "terapia para uma mente ferida na guerra". Ela escreve, no entanto, que:
| “ | Guerra e Faërie têm certa semelhança entre si. Ambas estão situadas além do alcance da experiência humana comum. Ambas são igualmente indiferentes às necessidades da humanidade comum. Ambas podem mudar aqueles que retornam, de modo que ficam 'presos em uma espécie de imortalidade fantasmagórica', não apenas incapazes de dizer onde estiveram, mas incapazes de comunicar àqueles que não estiveram lá o que viram ou experimentaram. Talvez o pior de tudo, tanto a guerra quanto Faërie podem mudar irreconhecivelmente a percepção do mundo ao qual o andarilho retorna, de modo que nunca mais ele pode ser o que era antes. | ” |

## Correspondências específicas

### Identificadas por Tolkien

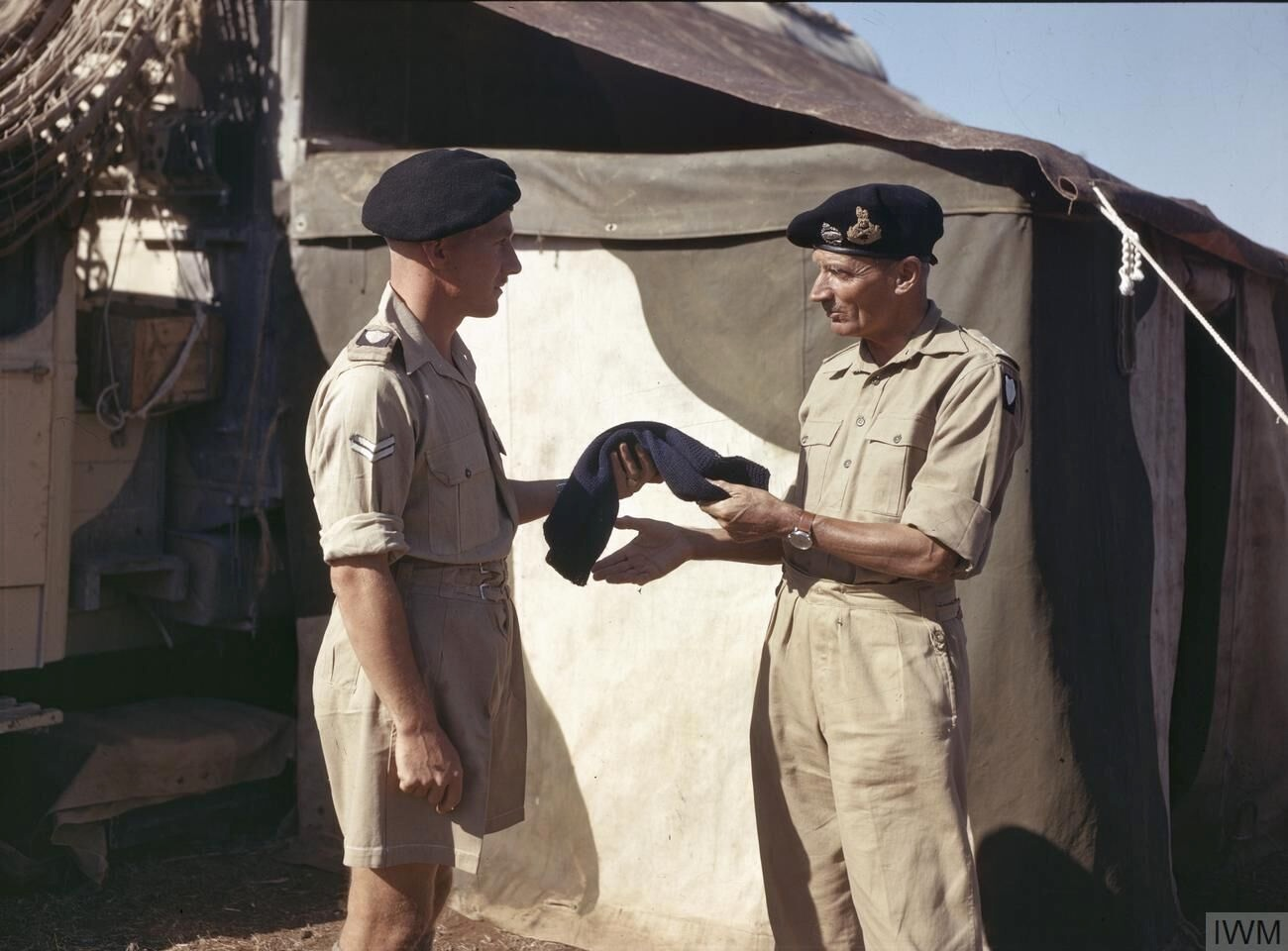
Tolkien afirmou que Sam Gamgee foi baseado nos mensageiros que ele conheceu na guerra. Fotografia de um oficial britânico, General Montgomery, recebendo um cachecol de seu mensageiro.

Tolkien evitou deliberadamente falar muito sobre o efeito da guerra na Terra Média e negou especificamente que O Senhor dos Anéis fosse uma alegoria da Segunda Guerra Mundial, como alguns críticos supuseram. Entre as poucas conexões que ele admitiu estão, primeiramente, que, se algum de seus personagens se assemelha a ele, é Faramir, o comandante militar erudito, "com uma reverência pelas velhas histórias e valores sagrados que o ajudam a atravessar uma guerra amarga". Em segundo lugar, o jardineiro de Frodo, Sam, que atua como seu servo na jornada para destruir o Anel Governante em Mordor, é, nas palavras de Tolkien, "de fato um reflexo do soldado inglês, dos soldados rasos e mensageiro [en] que conheci na guerra de 1914, e que reconheci como muito superiores a mim mesmo". Em terceiro lugar, Tolkien escreve que nenhuma das guerras mundiais "teve qualquer influência sobre a trama [de O Senhor dos Anéis] ou a maneira como ela se desenrolou. Os Pântanos Mortos e as aproximações do Morannon devem algo ao norte da França após a Batalha do Somme".

### Identificadas por C. S. Lewis

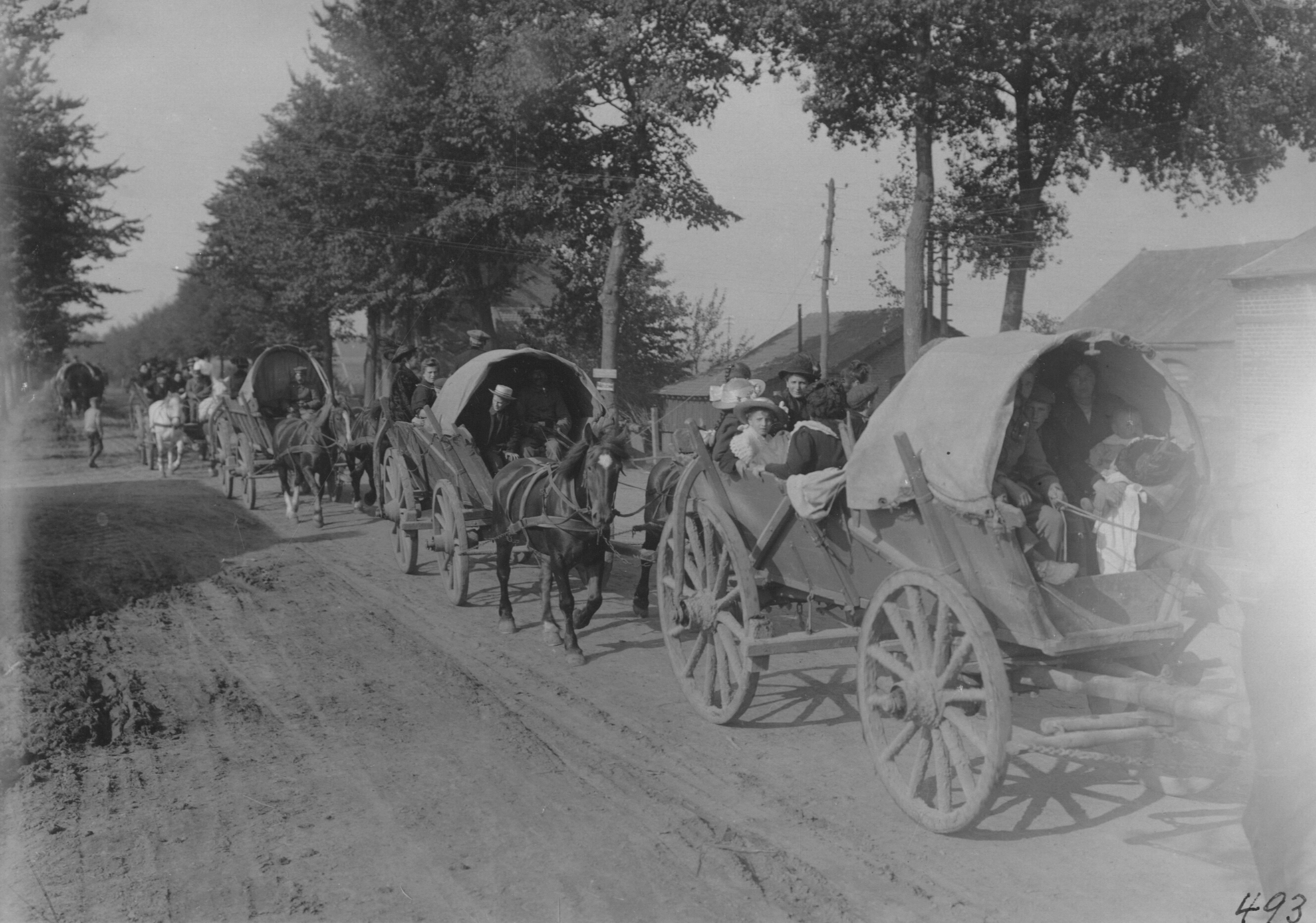
O amigo de Tolkien e colega Inkling C. S. Lewis, que lutou na Frente Ocidental, notou o realismo de O Senhor dos Anéis com detalhes como "civis em fuga". Fotografia de civis franceses fugindo perto de Bapaume.

Lewis, que também lutou nas trincheiras (na Batalha de Arras de 1917), escreveu em 1955 como achava O Senhor dos Anéis surpreendentemente realista:
| “ | Esta guerra tem a própria qualidade da guerra que minha geração conheceu. Tudo está aqui: o movimento interminável e ininteligível, o silêncio sinistro da frente quando 'tudo está agora pronto', os civis em fuga, as amizades vívidas e animadas, o pano de fundo de algo como desespero e o primeiro plano alegre, e as dádivas inesperadas, como um esconderijo de tabaco 'salvado' de uma ruína. O autor nos disse em outro lugar que seu gosto por contos de fadas foi despertado para a maturidade pelo serviço ativo; isso, sem dúvida, é por que podemos dizer de suas cenas de guerra (citando Gimli, o Anão) 'Há boa rocha aqui. Este país tem ossos fortes.' | ” |

Garth comenta que outras semelhanças poderiam ser adicionadas à lista de Lewis, incluindo a impaciência de Frodo com os Hobbits paroquiais do Condado; a súbita descida ao perigo e mobilização em massa; a coragem feroz de pessoas comuns, motivadas por camaradagem e amor; a "ausência marcante" de mulheres na história [en]; a mente dominada por máquinas de Saruman. Ele cita também o comentário de Shippey de que a  falta de apreciação do Condado por Frodo quando ele retorna após sua missão ecoa o desencanto dos soldados britânicos retornando sem boas-vindas à Inglaterra.

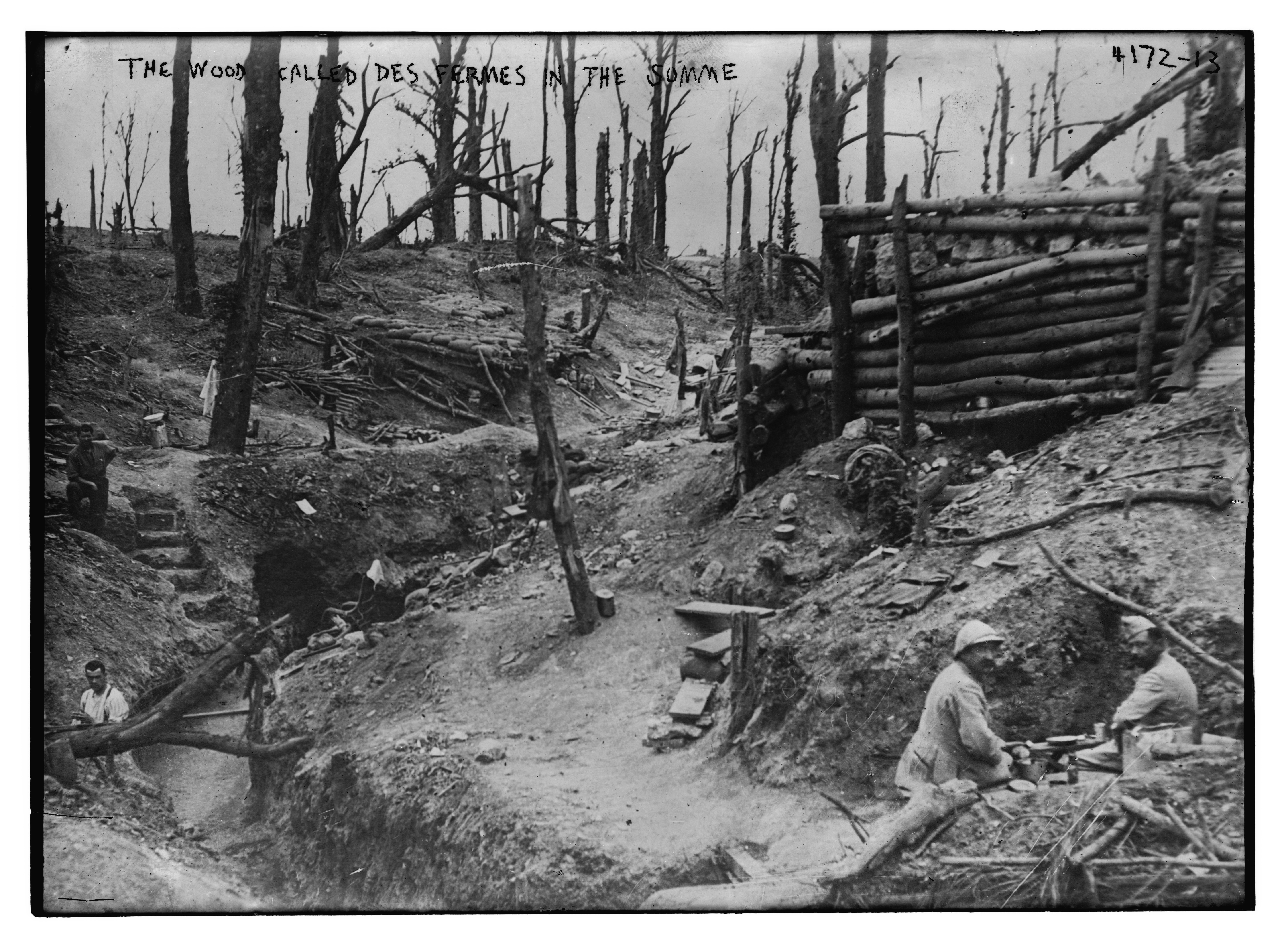
Garth sugere que a vingança das árvores de Fangorn pela "destruição gratuita" de Saruman poderia ter sido inspirada pela visão de florestas destruídas no campo de batalha do Somme.

Além disso, Garth escreve, Lewis não mencionou elementos de O Senhor dos Anéis que poderiam parecer irrealistas, mas que, no entanto, ecoam a Primeira Guerra Mundial: a "vigilância abrangente" do Olho de Sauron; a mudança da realidade para o sonho em "longas marchas, ou para o pesadelo no meio da batalha"; os "behemoths elefantinos pesados" e "assassinos aéreos nunca antes vistos" no campo de batalha dos Campos de Pelennor; o "Sopro Negro" dos Nazgûl que enche até os mais bravos de desespero; e "a vingança das árvores por sua destruição gratuita" por Saruman.

### Identificadas por estudiosos de Tolkien
Após o livro de Garth, estudiosos de Tolkien estudaram inúmeros aspectos da influência da Grande Guerra nos escritos de Tolkien, assim como nos de seu amigo e colega Inkling C. S. Lewis. Correspondências sugeridas com essa guerra incluem o nascimento de seu legendário durante a guerra; guerras fictícias da Terra Média em O Silmarillion, O Senhor dos Anéis e até mesmo O Hobbit; a maneira como Tolkien transmudou suas experiências de guerra em arte; e questões de raça, classe, gênero e sexualidade em tempos de guerra.

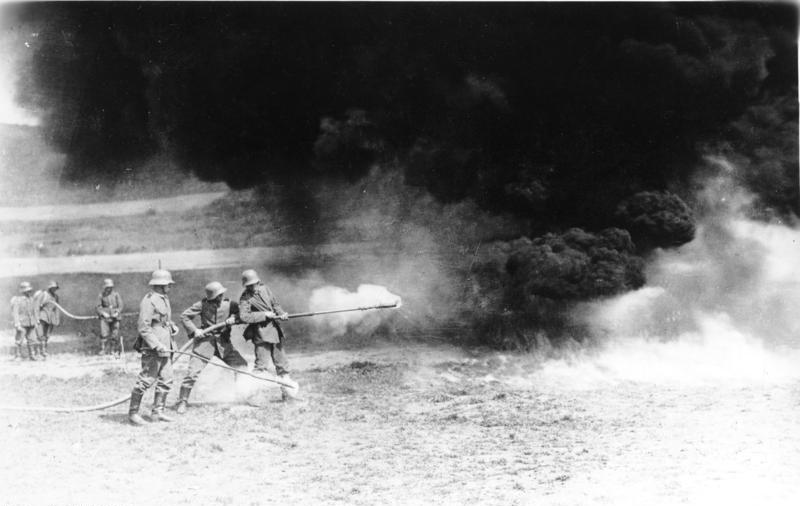
Flammenwerfer alemão na Frente Ocidental, 1917.

Shippey nota a semelhança da frase usada por Bard de Cidade do Lago em O Hobbit, instigando os habitantes a "lutar até a última flecha", com a expressão de guerra "lutar até o último cartucho" (ênfase dele). Ele encontra um segundo paralelo na luta da cidade contra o dragão Smaug com "uma companhia de arqueiros que manteve sua posição ...", afirmando que "manter sua posição" fala de "frieza e preparação modernas" em vez de "fúria 'berserk' antiga". Outro, ele sugere, é o uso por Saruman em Isengard de uma substância ardente projetada, que ele compara, "com referência à própria experiência de Tolkien", a um Flammenwerfer, um lança-chamas alemão. Ele encontra também uma correspondência psicológica entre a maneira como os Hobbits Pippin [en], Merry [en] e, acima de tudo, Sam mantêm uma alegria mesmo quando não veem esperança de sucesso, com relatos de soldados da Grande Guerra, como Old Soldiers Never Die de Frank Richards [en] de 1933; ele afirma que isso faz parte da  teoria de coragem de Tolkien. O oposto, o derrotismo, é para Tolkien um grande mal; Shippey observa que, "com seus melhores amigos mortos em Flandres", Tolkien o odiava "como veneno", e que até o mau intendente de Gondor,  Denethor, escolhe o suicídio cerimonial em vez de alguma submissão ao estilo Vichy ao inimigo.

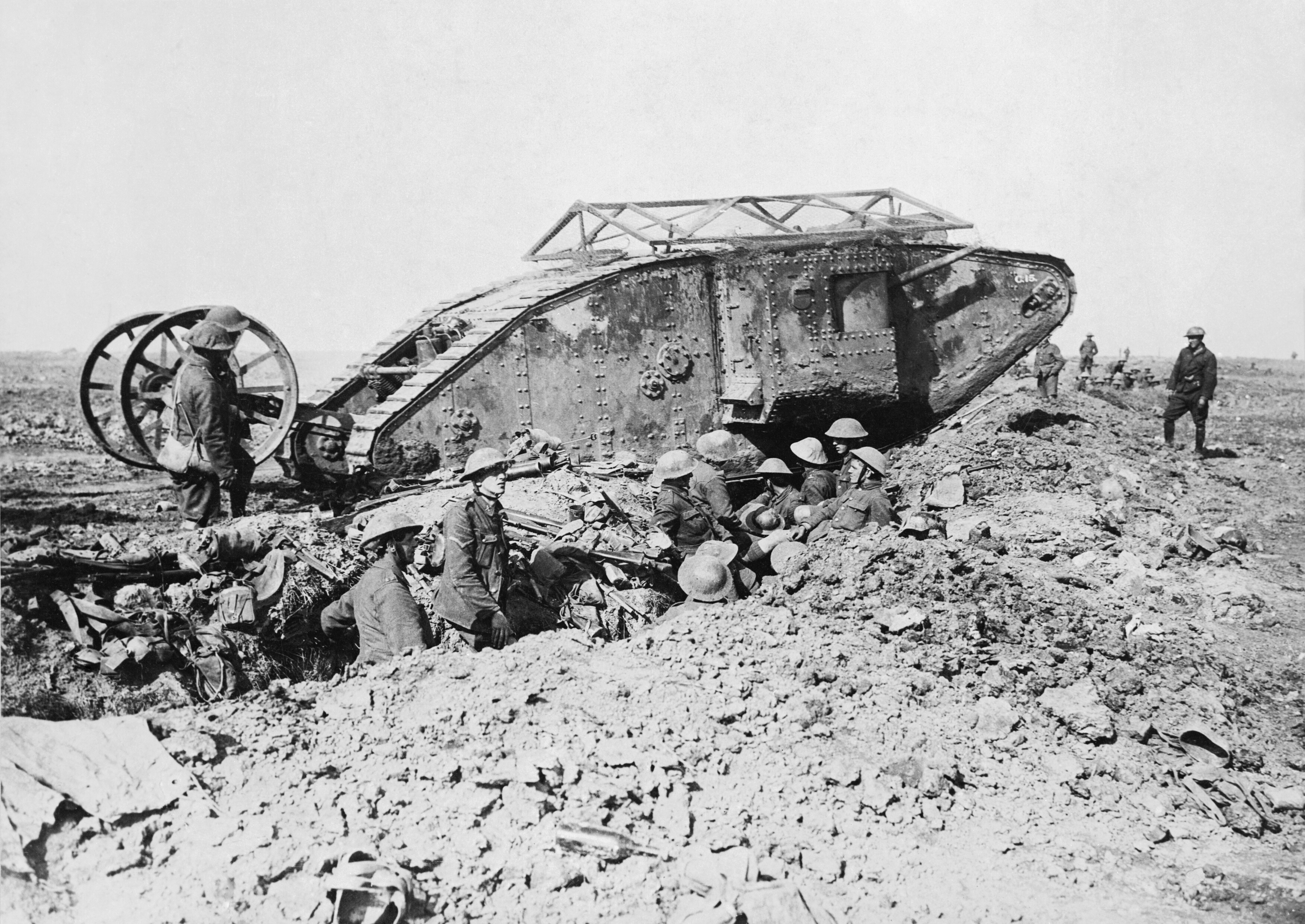
"Feras como serpentes e dragões de força irresistível": um tanque britânico Mark I perto de Thiepval onde Tolkien lutou no Somme em setembro de 1916.

A estudiosa de Tolkien Janet Brennan Croft [en] escreve que a primeira obra em prosa que Tolkien escreveu após retornar da guerra foi A Queda de Gondolin, e que está "cheia de cenas de batalha prolongadas e aterrorizantes"; ela nota que o combate nas ruas é descrito ao longo de 16 páginas. Croft compara Gondolin em sua "ilha de rocha em um vale escondido" com a Grã-Bretanha insular antes da Grande Guerra, com sua política de "isolamento esplêndido". Além disso, a Grã-Bretanha havia formado a Tríplice Entente, mas atrasou a ajuda efetiva ao seu vizinho, assim como Gondolin, ela escreve, havia se mantido à parte dos problemas externos. E, enquanto Tolkien escrevia no início de 1918, os Estados Unidos ainda não estavam envolvidos na guerra. Gondolin foi forçada a lutar por traição, enquanto o Telegrama Zimmermann, propondo uma aliança militar secreta entre Alemanha e México, trouxe os Estados Unidos para a guerra. Tanto Croft quanto Garth notaram uma semelhança entre os monstros criados por Melko para uso contra Gondolin e os tanques britânicos Mark I que se juntaram à Batalha do Somme que Tolkien viu. Se os monstros eram vivos, mecânicos ou ambos, incluíam um tipo de metal oco que transportava Orcs para a batalha.

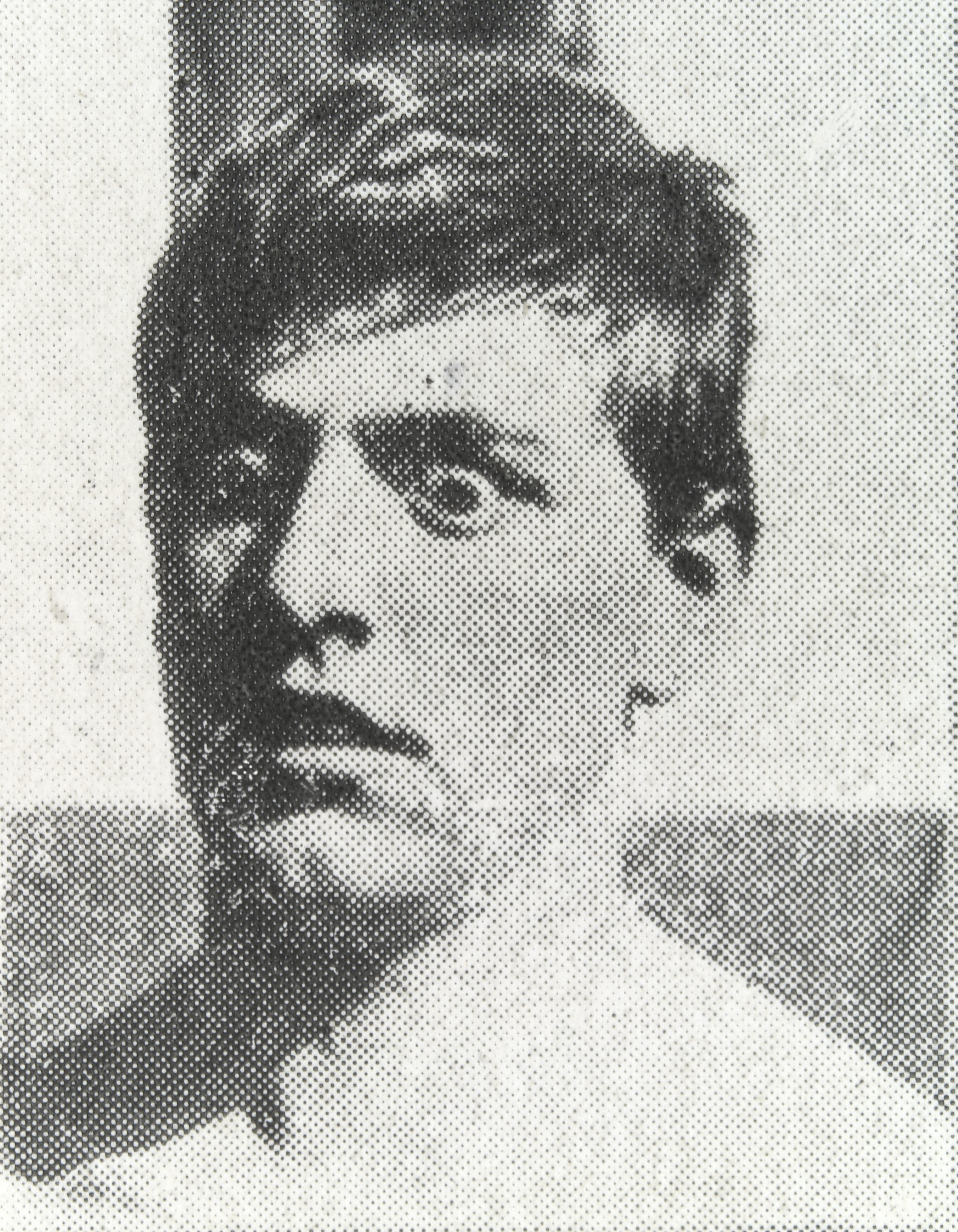
O en ao Condado no final de O Senhor dos Anéis foi comparado ao retorno de soldados com neurose de guerra.

Tanto o estudioso de literatura inglesa Chris Hopkins quanto o historiador Michael Livingston [en], escrevendo em Mythlore [en], notam que as "paisagens marcadas pela batalha" da Terra Média lembram as de Flandres na Grande Guerra. Frodo retorna ao Condado com o que Livingston sugere ser transtorno de estresse pós-traumático (conhecido pelos soldados da Grande Guerra como neurose de guerra). Ele interpreta o choque, tristeza e crescente pacifismo de Frodo como evidências desse transtorno. Na sua visão, não era surpreendente que a guerra de trincheiras deixasse sua marca na escrita de Tolkien. Ele acha que Tolkien retrata esse efeito da guerra de maneira matizada e simpática em O Senhor dos Anéis. Hopkins observa, também, que enquanto Tolkien retrata os Espectros do Anel como completamente malignos, seus soldados de infantaria, os Orcs, são claramente brutais, mas seu discurso é frequentemente uma fonte de comédia, com conversas resmungadas e "idiomas brincalhões" que lembram o dialeto de soldados da classe trabalhadora urbana da Grande Guerra.
Garth escreve que quando Tolkien criou a história da aniquilação do batalhão "muito numeroso" Martelo da Ira de Elfos em A Queda de Gondolin, onde eles eram "malfadados, e nenhum jamais escapou daquele campo", ele dificilmente poderia não estar pensando na Batalha do Somme, onde as unidades dos batalhões de seus amigos próximos – o  Regimento de Cambridgeshire de Rob Gilson, e os Fusileiros de Lancashire de Tolkien e G. B. Smith sofreram perdas terríveis. Da mesma forma, ele nota, Fëanor pagou caro por se aventurar muito em território inimigo. De uma maneira diferente, a chegada do andarilho da história de moldura [en] de Tolkien, Eriol, o "que sonha sozinho", na Ilha Solitária, "a Terra da Libertação", tem, na visão de Garth, a sensação de um sonho de soldado de voltar para casa e encontrar tudo restaurado à normalidade. Eriol está escapando de seu próprio tempo e entrando no reino atemporal de Faerie, assim como para o soldado nas trincheiras, o tempo havia corrido rápido enquanto mal se movia na Inglaterra, então, ele sugere, a Ilha Solitária poderia simbolizar uma visão nostálgica da Inglaterra.

### No cinema
O diretor de cinema finlandês Dome Karukoski em seu filme biográfico de 2019 Tolkien narra a juventude de Tolkien e suas experiências de guerra. Ele o retrata em delírio com febre das trincheiras na linha de frente, começando a "alucinar cenas dos livros que ele ainda escreverá", e assim conectando visualmente a guerra ao seu legendário. Em uma visão, talvez sonhada, em uma terra de ninguém enevoada, escura e caótica de lama e tocos de árvores destruídos, ele vê não um Flammenwerfer, mas um dragão ardente diante dele. Ele também tem um mensageiro chamado Sam. Sheila O'Malley, revisando o filme para o site de crítica cinematográfica RogerEbert.com, comenta que fazer Tolkien literalmente "ver dragões e o que eventualmente se tornaria o Olho de Sauron e os Nazgûl, desdobrando-se pelo cenário infernal da Terra de Ninguém ... é uma abordagem muito redutiva da literatura". Pior, na visão de O'Malley, é que ao mostrar explicitamente o Somme como "'inspiração'" (aspas dela) para a Terra Média, o filme "diminui tanto a batalha quanto os livros".